# 阿拉賓開局
阿拉賓開局（英語：Alapin's Opening）是國際象棋開局開放性開局的一種，走法為：
1.e4 e5 2.Ne2